# 麦迪逊广场
麦迪逊广场（英語：Madison Square）是美国纽约曼哈頓的第五大道、百老匯大道及23街的交汇点。广场得名于第四任美国总统、美国宪法的主要作者詹姆斯·麦迪逊。
广场的重点是麦迪逊广场公园，占地6.2英亩（2.5公顷），东到麦迪逊大道（开始于公园东南角的23街）；南到23街；北到26街；西到第五大道和百老汇路口。  
麦迪逊广场位于熨斗区的北端。公园北部和西部的街区称为“NoMad”（麦迪逊广场公园以北），公园北部和东部的街区称为玫瑰山。
著名的体育场馆麦迪逊广场花园最初位于公园东北，达47年之久，直到1925年迁走。目前的麦迪逊广场花园已经不在麦迪逊广场地区。麦迪逊广场周围的著名建筑包括熨斗大厦、大都會人壽保險大樓等。